# Julia Glušková
Julia Glušková (* 1. ledna 1990 Doněck) je izraelská profesionální tenistka. Ve své dosavadní kariéře na okruhu WTA Tour nevyhrála žádný turnaj. V rámci okruhu ITF získala do června 2014 po osmi titulech ve dvouhře i čtyřhře.
Na žebříčku WTA byla nejvýše ve dvouhře klasifikována v červnu 2014 na 79. místě a ve čtyřhře pak v listopadu 2013 na 109. místě. K roku 2019 ji trénovali Amir Hadad a Keren Shlomo.
Na juniorském světovém žebříčku ITF pro dvouhru byla nejvýše klasifikována v červnu 2007, v sedmnácti letech, na 10. příčce.

## Tenisová kariéra
Tenis začala hrát ve třech letech. Rodiče jsou tenisoví trenéři.
Ve finále mistrovství Izraele ženské dvouhry 2006 podlehla Šachar Pe'erové.
Mezi profesionálkami debutovala v březnu 2004 na challengeru ITF Ramat ha-Šaron, kde vyhrála první kolo kvalifikace proti krajance Dianě Voskobojnikové.
V lednu 2011 hrála premiérovou kvalifikace grandslamu na Australian Open 2011, v níž vypadla ve druhém kole s Nurii Llagosteraovou Vivesovou. V kvalifikaci na US Open 2011 podlehla v posledním třetím kole Kanaďance Wozniakové.
Za fedcupový tým Izraele debutovala 22. dubna 2007 v utkání s Kanadou.
V roce 2005 se zúčastnila 17. Makabejských her, kde prohrála v semifinále s Američankou Sharon Fichmanovou 6–4, 6–0.

## Finálové účasti na turnajích okruhu ITF
| $100,000 tournaments |
| $75,000 tournaments  |
| $50,000 tournaments  |
| $25,000 tournaments  |
| $10,000 tournaments  |

### Dvouhra: 15 (11–4)
| Stav       | Č.  | Datum              | Turnaj      | Povrch | Soupeřka ve finále             | Výsledek           |
| ---------- | --- | ------------------ | ----------- | ------ | ------------------------------ | ------------------ |
| Vítězka    | 1.  | 11. listopadu 2007 | Mallorca,   | antuka | Diana Enacheová                | 6–0, 6–0           |
| Vítězka    | 2.  | 30. května 2010    | Ra'anana,   | tvrdý  | Keren Šlomová                  | 6–1, 6–3           |
| Vítězka    | 3.  | 24. října 2010     | Akko        | tvrdý  | Julia Kimmelmannová            | 6–2, 6–2           |
| Vítězka    | 4.  | 7. listopadu 2010  | Kalgoorlie  | tvrdý  | Isabella Hollandová            | 6–1, 6–2           |
| Vítězka    | 5.  | 28. listopadu 2010 | Traralgon   | tvrdý  | Sacha Jonesová                 | 2–6, 7–5, 7–6(4)   |
| Finalistka | 1.  | 15. července 2012  | Waterloo    | antuka | Sharon Fichmanová              | 3–6, 2–6           |
| Vítězka    | 6.  | 29. července 2012  | Lexington   | tvrdý  | Johanna Kontaová               | 6–3, 6–0           |
| Vítězka    | 7.  | 24. března 2013    | Palm Harbor | antuka | Patricia Mayrová-Achleitnerová | 2–6, 6–0, 6–4      |
| Vítězka    | 8.  | 7. července 2013   | Waterloo    | antuka | Gabriela Dabrowská             | 6–1, 6–3           |
| Vítězka    | 9.  | 2. června 2018     | Hua Hin     | tvrdý  | Alexandra Bozovic              | 6–2, 6–2           |
| Finalistka | 2.  | 9. června 2018     | Hua Hin     | tvrdý  | Victoria Rodríguez             | 4–6, 1–6           |
| Vítězka    | 10. | 16. června 2018    | Singapur    | tvrdý  | Risa Ozakiová                  | 1–6, 6–1, 6–4      |
| Finalistka | 3.  | 14. července 2018  | Winnipeg    | tvrdý  | Rebecca Marinová               | 6–7(3–7), 6–7(4–7) |
| Vítězka    | 11. | 29. července 2018  | Granby      | tvrdý  | Arina Rodionovová              | 6–4, 6–3           |
| Finalistka | 4.  | 16. června 2019    | Akko        | tvrdý  | Susan Bandecchi                | 4–6, 2–6           |